# Zefiryn Adamski
Zefiryn Adamski (ur. 2 sierpnia 1924 w Bydgoszczy, zm. 1 czerwca 2015) – polski profesor, technolog drewna zajmujący się w szczególności chemiczną technologią drewna i technologią celulozy i papieru.

## Życiorys
Stopień naukowy doktora nauk rolniczo-leśnych uzyskał na  w Poznaniu (obecny Uniwersytet Przyrodniczy) w 1961 roku. Habilitację uzyskał w Szkole Głównej Gospodarstwa Wiejskiego w 1967 roku. Tytuł naukowy profesora otrzymał w 1979 roku.
Był m.in. członkiem Centralnej Komisji ds. Tytułu Naukowego i Stopni Naukowych przy Prezesie Rady Ministrów, Komitetu Technologii Drewna Polskiej Akademii Nauk i Poznańskiego Towarzystwa Przyjaciół Nauk. Został odznaczony Krzyżem Kawalerskim Orderu Odrodzenia Polski, Medalem Komisji Edukacji Narodowej.
W czasie pracy naukowej zajmował następujące stanowiska na obecnym Uniwersytecie Przyrodniczym w Poznaniu:
- 1969–1975 prodziekan Wydziału Technologii Drewna
- 1970–1992 wicedyrektor Instytutu Chemicznej Technologii Drewna
- 1981–1984 prorektor ds. studiów
- 1984–1986 prorektor ds. współpracy z zagranicą i rozwoju kadr naukowych
- 1992–1994 dyrektor Instytutu Chemicznej Technologii Drewna

Profesor Adamski jest autorem lub współautorem ok. 50 prac naukowych, 4 książek i 1 patentu. Był także promotorem 4 prac doktorskich.
Pochowany na cmentarzu św. Jana Vianneya w Poznaniu (kwatera św. Barbary-31-30).

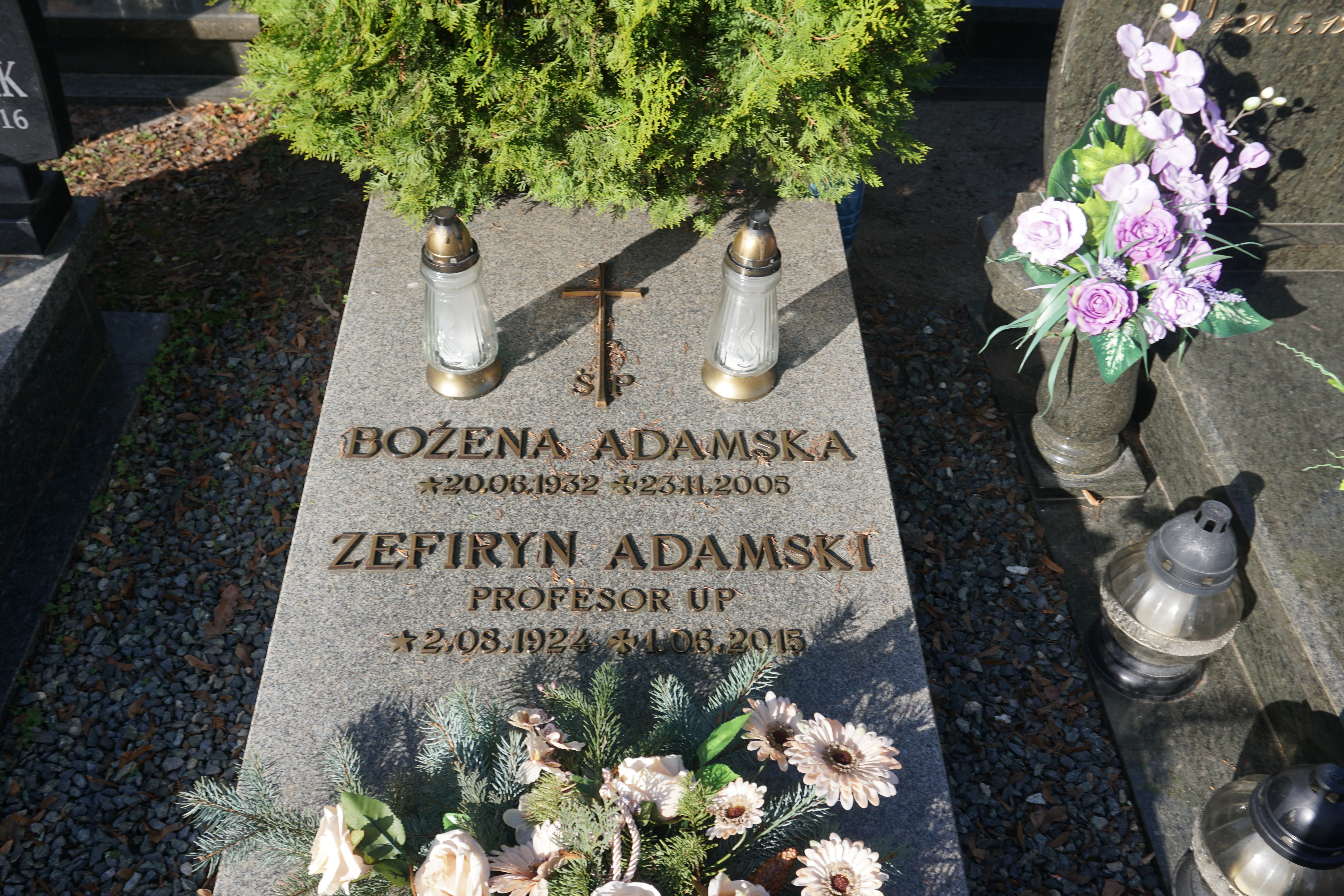
Grób profesora Zefiryna Adamskiego na cmentarzu św. Jana Vianneya w Poznaniu